# Slaget vid Lützen (1813)
Slaget vid Lützen (tyska: Schlacht von Großgörschen) inträffade under sjätte koalitionskriget då fransmännen och deras allierade höll på att reorganisera sig i Tyskland efter det katastrofala nederlaget i Ryssland 1812.
Den 2 maj 1813 attackerade den preussiske generalen Ludwig Adolf Peter von Wittgenstein marskalk Neys armékår utanför Lützen i Sachsen för att återta kontrollen över Leipzig. Efter att ha fått förstärkning av flera kårer kunde fransmännen stå emot de allierades attacker, och efter ett kraftigt artilleribombardemang släppte Napoleon lös Kejsargardet mot de allierades center, och dessa tvingades retirera i god ordning framemot skymningen. Det allierade nederlaget hade blivit totalt, om fransmännen hade haft tillgång till mer kavalleri, men detta fanns inte att tillgå efter de katastrofala förlusterna i Ryssland föregående år.
Napoleon förlorade drygt 22 000 man (12 000 enligt andra uppgifter – se Nordisk Familjebok, 2:a upplagan) de allierade förlorade ungefär lika många. 
Trots att Lützen inte hade varit något avgörande slag, ledde fransmännens seger till att deras tyska allierade förblev lojala emot Napoleon, om än tillfälligt.